# Gouda (Niederlande)
Gouda ([ˈɣʌu̯daˑ], anhörenⓘ) ist eine Stadt und Gemeinde der westlichen Niederlande in der Provinz Südholland am Zusammenfluss von Gouwe und Hollandse IJssel. Sie liegt im Groene Hart des Ballungsgebiets Randstad und zählte am 1. Januar 2025 auf einer Fläche von 16,5 km² 76.536 Einwohner.
Gouda erhielt 1272 die Stadtrechte vom holländischen Grafen Florens V. und ist traditionell für den Goudaer Käse weltbekannt, der zwar nicht in der namengebenden Stadt, sondern im Umland hergestellt, aber von Gouda aus gehandelt wurde. Von April bis August findet auf dem Marktplatz bis heute jeden Donnerstag Vormittag ein Käsemarkt statt, bei dem der traditionelle Käsehandel von Freiwilligen nachgespielt wird.
Andere bekannte Produkte aus Gouda sind Tabakspfeifen aus Ton, Kerzen und Sirupwaffeln. In früherer Zeit verfügte die Stadt über eine florierende Brauindustrie; bis in das 20. Jahrhundert hatten sich zahlreiche Keramikmanufakturen angesiedelt. Eine überregional bekannte Veranstaltung ist die jährlich stattfindende vorweihnachtliche Veranstaltung Gouda bij Kaarslicht (Gouda im Kerzenlicht), im Volksmund Kaarsjesavond (Kerzenabend) genannt.

## Geographie

### Geographische Lage und Verkehr

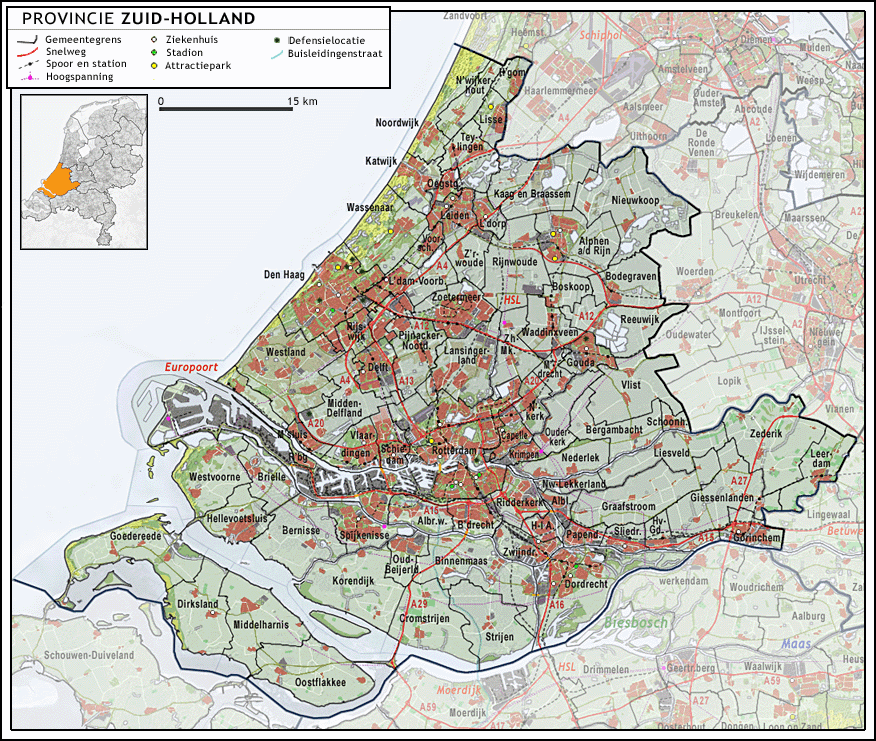
Karte der Provinz Südholland

Die Stadt liegt im fruchtbaren Poldergebiet am Zusammenfluss von Holländischer IJssel und Gouwe unweit der Städte Den Haag, Rotterdam und Utrecht, aber mitten im ländlichen Groene Hart.
Zusammen mit Alphen aan den Rijn, Bergambacht, Bodegraven-Reeuwijk, Boskoop, Nieuwkoop, Rijnwoude, Schoonhoven, Vlist und Waddinxveen bildet es die COROP-Region Oost-Zuid-Holland.
Gouda ist an die Autobahn A12 angeschlossen und über zwei Bahnhöfe mit Den Haag, Rotterdam und Utrecht verbunden: Bahnhof Gouda und Bahnhof Gouda Goverwelle.

### Geologie
Goudas Innenstadtgebiet liegt auf lehmigem Untergrund, ein großer Teil des übrigen Gebiets auf weichem Moorboden. Diese weichen Böden führen dazu, dass Teile der Stadt regelmäßig von Grundsenkungen bedroht sind. Die erforderlichen Gegenmaßnahmen belasten die Stadt finanziell so schwer, dass sie fast 40 Jahre lang zu den sogenannten Artikel 12-Gemeinden zählte. 2001 erhielt die Stadt noch rund 80 Millionen Euro an Finanzausgleich, der seit 2008 aber ganz eingestellt ist.

### Nachbargemeinden
Im Nordwesten befindet sich Waddinxveen, im Nordosten Bodegraven-Reeuwijk. Im Süden grenzt Ouderkerk an die Stadt, im Südwesten Zuidplas und im Südosten Vlist.

### Stadtgliederung
Die Gemeinde Gouda ist in neun Stadtteile gegliedert:
| - Binnenstad (Innenstadt) - Korte Akkeren - Westergouwe | - Stolwijkersluis - Kort Haarlem - Goverwelle | - Noord - Plaswijck - Bloemendaal |

## Name
In frühen Urkunden wurde häufig die lateinische Bezeichnung Golda verwendet. Andere Namen der Stadt waren Die Golda, Ter Goude und Tergouw, die allesamt auf die Lage an der Gouwe verweisen. Insbesondere Tergouw (auch Ter Gou oder Ter Gouw geschrieben) ist bis heute umgangssprachlich die gängige Bezeichnung der Einwohner für ihre Stadt, auch um die Stadt von der Region zu unterscheiden. Auf der historischen „Vogelvluchtkaart van Gouda en omstreken“ (Gouda und Umgebung aus der Vogelperspektive) von 1525 ist die Stadt als Ter Gou bezeichnet.
Ein gängiger Beiname der Stadt ist „Kaasstad“ (Käsestadt); ein unter Niederländern gern verwendeter Spottname für die Bewohner ist Kaaskoppen (Käseköpfe), den sie sich allerdings mit den Bewohnern von Alkmaar teilen müssen, die ebenfalls für ihre Käseherstellung bekannt sind.

## Geschichte

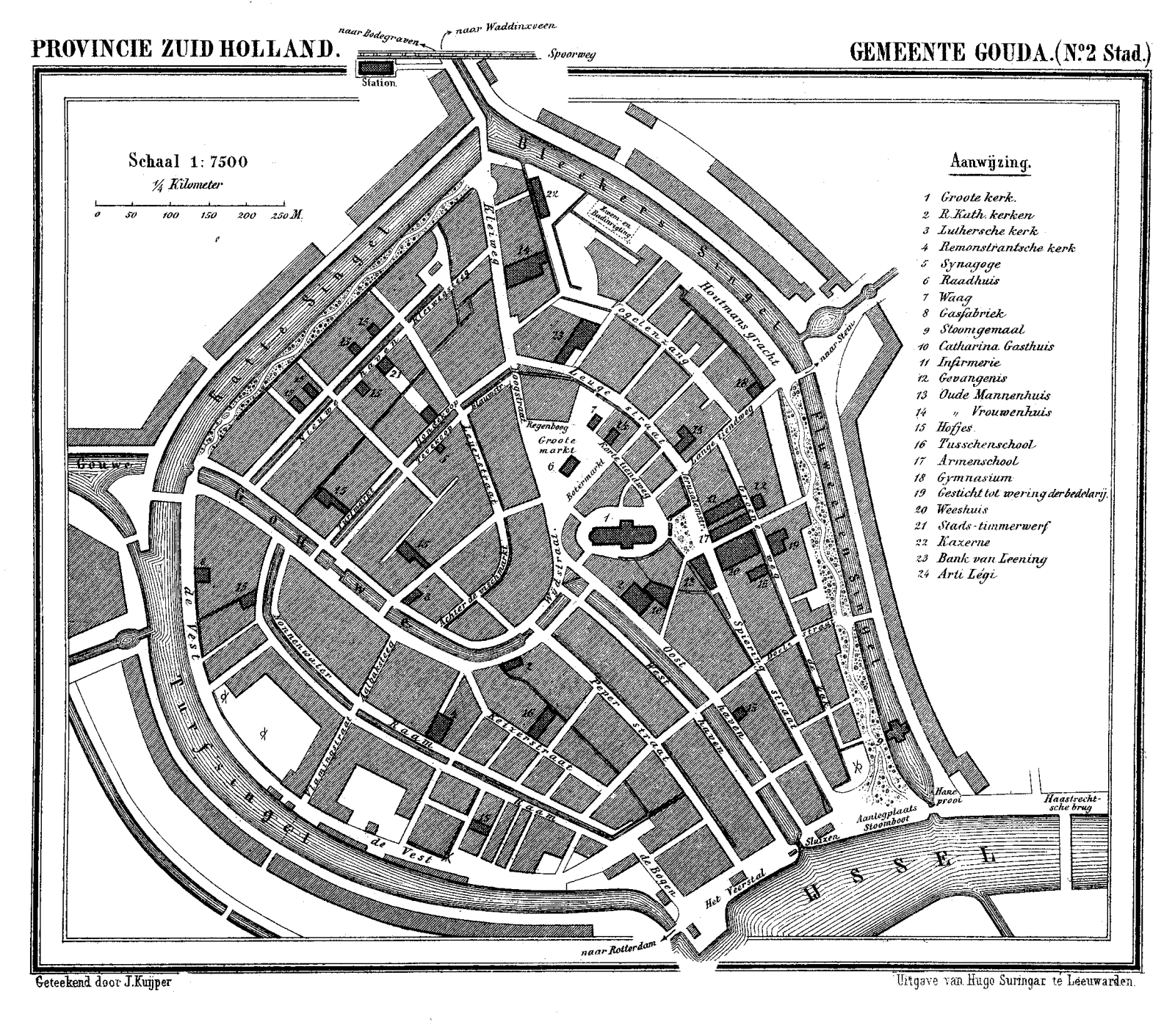
Historische Karte Goudas

### Gründung
Um 1000 begann man mit Dammbau und Trockenlegung des Sumpflandes um Gouda. Die erste Erwähnung des Gebiets datiert von 1139 in einer Urkunde des Bischofs Hartbert von Utrecht, in der von Urbarmachungen an der Gouwe die Rede ist.
Um 1225 wurde das Flüsschen Gouwe durch einen Kanal mit dem Alten Rhein verbunden. Die Mündung der Gouwe in die Holländische IJssel wurde zu einem Hafen ausgebaut. Nun lag der Ort an einer wichtigen Handelsroute, die Flandern und die Niederlande mit Frankreich einerseits und dem Baltikum andererseits verband.

### 13. bis 17. Jahrhundert
Als Gouda von Graf Floris V. von Holland 1272 Stadtrechte erhielt, entwickelte es sich rasch zu einem bedeutenden Handelszentrum. 1361 und 1438 wüteten große Stadtbrände. 1572 wurde die Stadt von den Wassergeusen besetzt, geplündert und teilweise niedergebrannt. Damals hatte es sich der Erhebung gegen Spanien angeschlossen und gehörte zu den sechs Städten, die Abgeordnete zu den Versammlungen der Generalstaaten schickten. Ab 1602 wütete in Gouda, wie andernorts in den Niederlanden, die Pest; erst um 1750 hatte sich die Bevölkerungszahl davon erholt. Trotzdem spielte die Stadt bis zu ihrem Niedergang im 17. Jahrhundert national und international eine bedeutende Rolle.

### 18. Jahrhundert bis Neuzeit
Nach dem Niedergang der Tuchindustrie konzentrierten sich die Stadt und ihr Umfeld auf die Käseproduktion und die Herstellung von Pfeifen, womit sie sich in der beginnenden Industrialisierung erneut zu einem bedeutenden Wirtschaftszentrum entwickelte.
Ab 1830 wurde die Stadtmauer geschleift, um Platz für weiteres Wachstum zu schaffen. Das letzte Tor wurde 1854 abgerissen. im 19. Jahrhundert etablierte sich nach dem Rückgang der bisher dominierenden Fabrikation von Tonpfeifen vornehmlich die Ziegelbrennerei als bedeutendster Industriezweig. Das Material für die „Klinkers“ wurde dabei aus dem Schlamm der Yssel bezogen.
1855 wurde die Bahnlinie Gouda–Utrecht in Betrieb genommen. 1944 wurde der Bahnhof durch Bombardement der Alliierten zerstört, es gab acht Tote und zehn Verwundete.
Seit 2017 trägt der Asteroid (27718) Gouda den Namen der Stadt.

## Stadtwappen

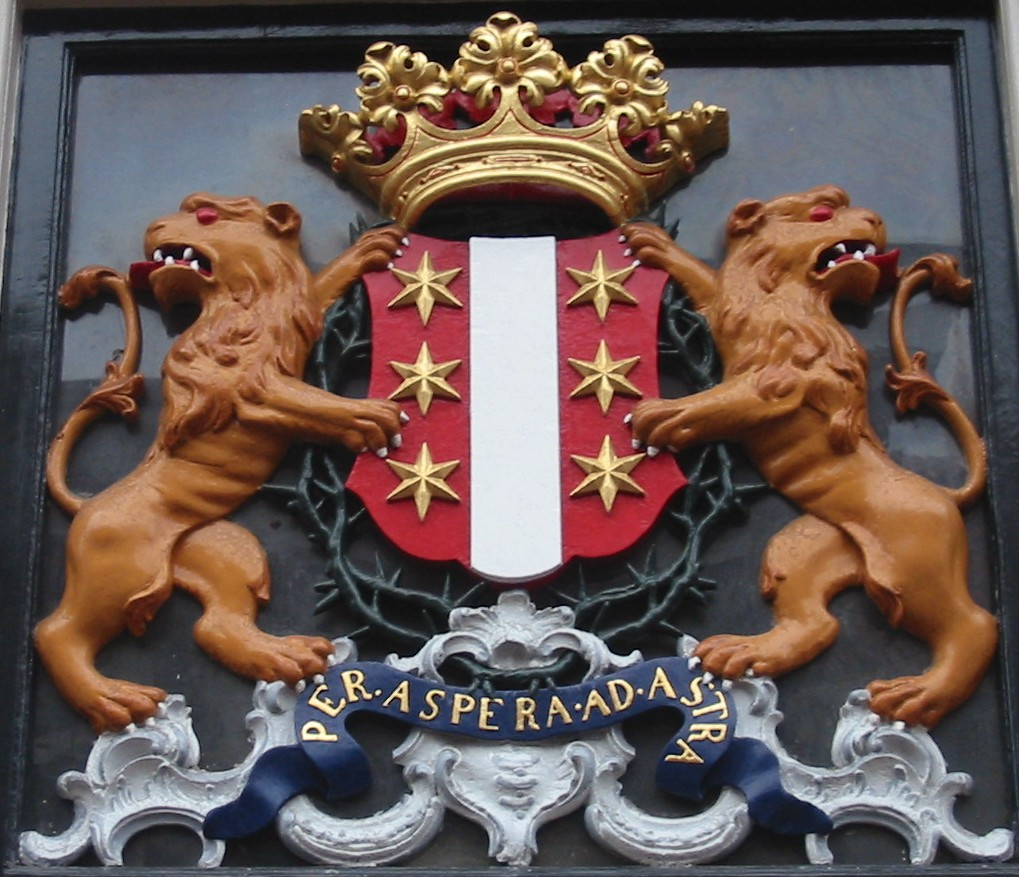
Stadtwappen von Gouda am Lange Tiendeweg

Das am 24. Juli 1816 durch den Hoge raad van de Adel offiziell festgelegte Wappen zeigt ein rotes Schild mit zweimal drei sechsgezackten goldenen Sternen und weißem Pfahl, das von einer fünfzackigen goldenen Krone bedeckt ist und von einem aufrecht stehenden Löwenpaar gehalten wird. Die Stadt führt das Motto: per aspera ad astra, zu deutsch: „Durch rauhe Lüfte (steigt man empor) zu den Sternen“.
Die Blasonierung lautet:
„Van keel beladen met eenen pal van zilver en verzeld ter wederzijde van 3 zespuntige sterren van goud, staande in den zin van den pal. Het schild gedekt met eene kroon met 5 fleurons, alles van goud en omgeven van eene doornenkrans, voorts vastgehouden door 2 klimmende leeuwen in hunne natuurlijke verwen en onder hetzelve het oude motto Per Aspera ad Astra.“
Die Stadtflagge ist rot-weiß-rot.

## Statistik
Gouda hatte am 31. Dezember 2010 in etwa 30.000 Haushalten 71.073 Einwohner. Das Stadtgebiet umfasst 1.811 ha, das ergibt eine Bevölkerungsdichte von 40 Einwohnern pro ha.

## Politik

### Sitzverteilung im Gemeinderat
Der Gemeinderat von Gouda wird seit 1982 wie folgt gebildet:
| Partei                 | Sitze a | Sitze a | Sitze a | Sitze a | Sitze a | Sitze a | Sitze a | Sitze a | Sitze a | Sitze a | Sitze a |
| Partei                 | 1982    | 1986    | 1990    | 1994    | 1998    | 2002    | 2006    | 2010    | 2014    | 2018    | 2022    |
| ---------------------- | ------- | ------- | ------- | ------- | ------- | ------- | ------- | ------- | ------- | ------- | ------- |
| D66                    | 2       | 2       | 5       | 6       | 3       | 3       | 2       | 3       | 6       | 4       | 5       |
| GroenLinks             | –       | –       | 2       | 3       | 3       | 3       | 3       | 3       | 2       | 3       | 5       |
| Progressief Gouda      | –       | 2       | 2       | 3       | –       | –       | –       | –       | –       | –       | –       |
| ChristenUnie           | –       | –       | –       | –       | –       | 2       | 3       | 3       | 4       | 4       | 4       |
| PvdA                   | 9       | 12      | 9       | 7       | 8       | 6       | 10      | 7       | 5       | 4       | 4       |
| Gouda Positief         | –       | –       | –       | –       | –       | –       | –       | 3       | 5       | 3       | 4       |
| Gemeentebelangen Gouda | 3       | 1       | 1       | 3       | 1       | 5       | 2       | 1       | 5       | 2       | 3       |
| VVD                    | 6       | 6       | 5       | 6       | 8       | 6       | 4       | 5       | 3       | 4       | 3       |
| CDA                    | 7       | 8       | 8       | 5       | 5       | 6       | 5       | 3       | 3       | 4       | 2       |
| SGP                    | 2       | 2       | 3       | 3       | 4       | 2       | 1       | 1       | 2       | 2       | 2       |
| RPF                    | 2       | 2       | 3       | 3       | 4       | –       | –       | –       | –       | –       | –       |
| GPV                    | 2       | 2       | 3       | 3       | 4       | –       | –       | –       | –       | –       | –       |
| PvdD                   | –       | –       | –       | –       | –       | –       | –       | –       | 1       | 1       | 2       |
| Gouda Vitaal           | –       | –       | –       | –       | –       | –       | –       | –       | –       | –       | 1       |
| Gouda’s 50+ Partij     | –       | –       | –       | –       | 1       | 1       | 3       | 2       | 2       | 3       | –       |
| SP                     | –       | –       | –       | –       | 2       | 1       | 2       | 1       | 2       | 1       | –       |
| TROTS                  | –       | –       | –       | –       | –       | –       | –       | 3       | 0       | –       | –       |
| PSP                    | 1       | –       | –       | –       | –       | –       | –       | –       | –       | –       | –       |
| CPN                    | 1       | –       | –       | –       | –       | –       | –       | –       | –       | –       | –       |
| PPR                    | 1       | –       | –       | –       | –       | –       | –       | –       | –       | –       | –       |
| Gesamt                 | 31      | 33      | 33      | 33      | 35      | 35      | 35      | 35      | 35      | 35      | 35      |

Anmerkungen

### Bürgermeister
Seit dem 13. November 2019 ist Pieter Verhoeve (SGP) amtierender Bürgermeister der Gemeinde. Zu seinem Kollegium zählen die Beigeordneten Thierry van Vugt (D66), Rogier Tetteroo (PvdA), Michiel Bunnik (CDA), Corine Dijkstra (ChristenUnie) und Hilde Niezen (GroenLinks).

### Partnerstädte
Gouda hat drei offizielle internationale Partnerstädte:
- Kongsberg in Norwegen, seit 1956
- Solingen in Deutschland, seit 1957
- Gloucester im Vereinigten Königreich, seit 1972

Dementsprechend finden sich in der Stadt eine Kongsbergstraat, eine Solingenstraat und eine Gloucesterstraat. Der Weihnachtsbaum für den Marktplatz wird seit 1956 von der Gemeinde Kongsberg gespendet.
Daneben unterhält Gouda seit 2004 enge inoffizielle Beziehungen zu Elmina in Ghana, die durch ein niederländisches Hilfsprojekt der Vereniging van Nederlandse Gemeenten zustande kamen. Die Hilfe konzentriert sich hauptsächlich auf die Bewältigung der Abfallproblematik der westafrikanischen Stadt. Weiterhin besteht eine partnerschaftliche Beziehung zu Finsterwalde in Deutschland.

## Kultur und Sehenswürdigkeiten

### Sehenswürdigkeiten

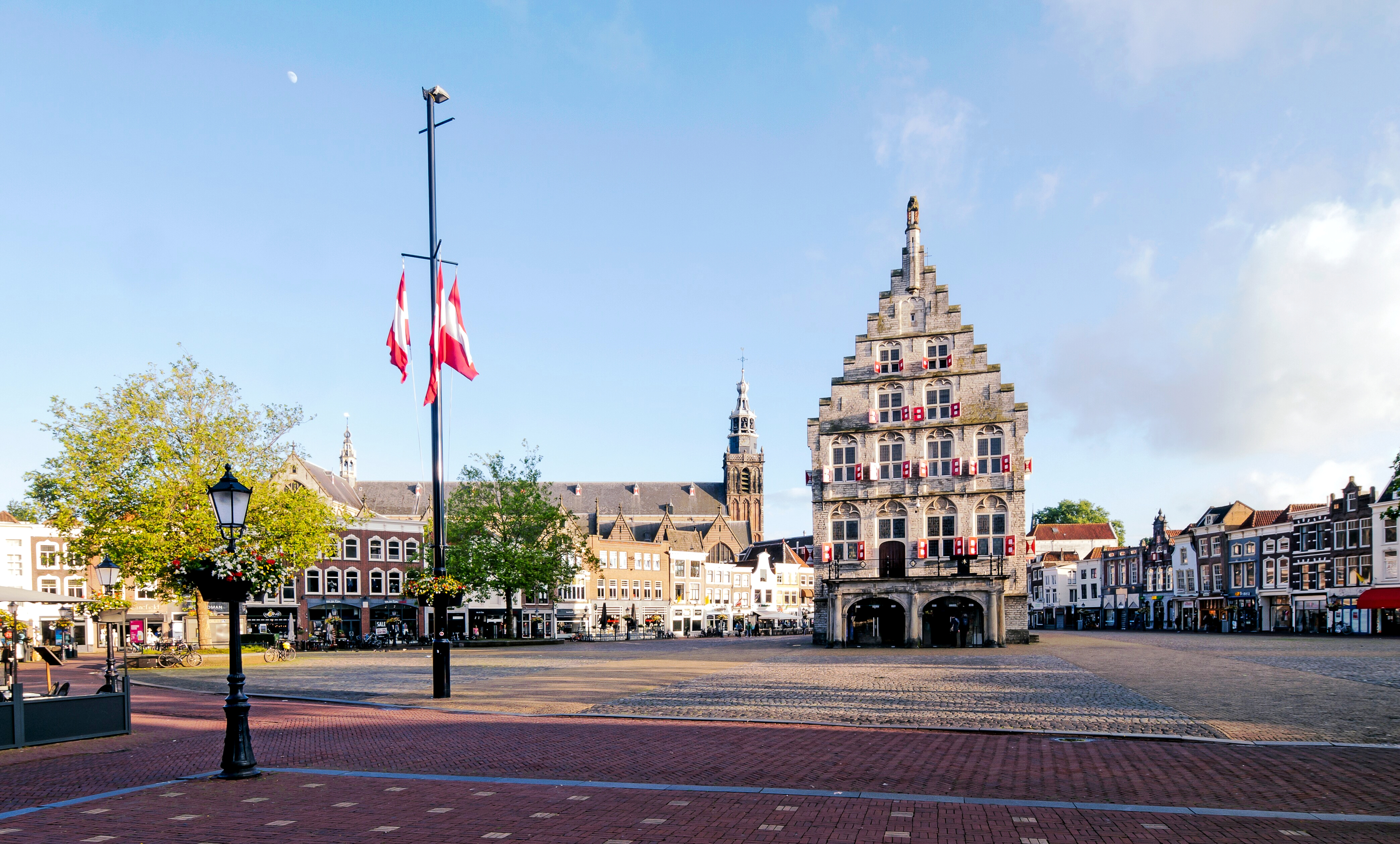
Marktplatz mit Altem Rathaus und Sint Janskerk

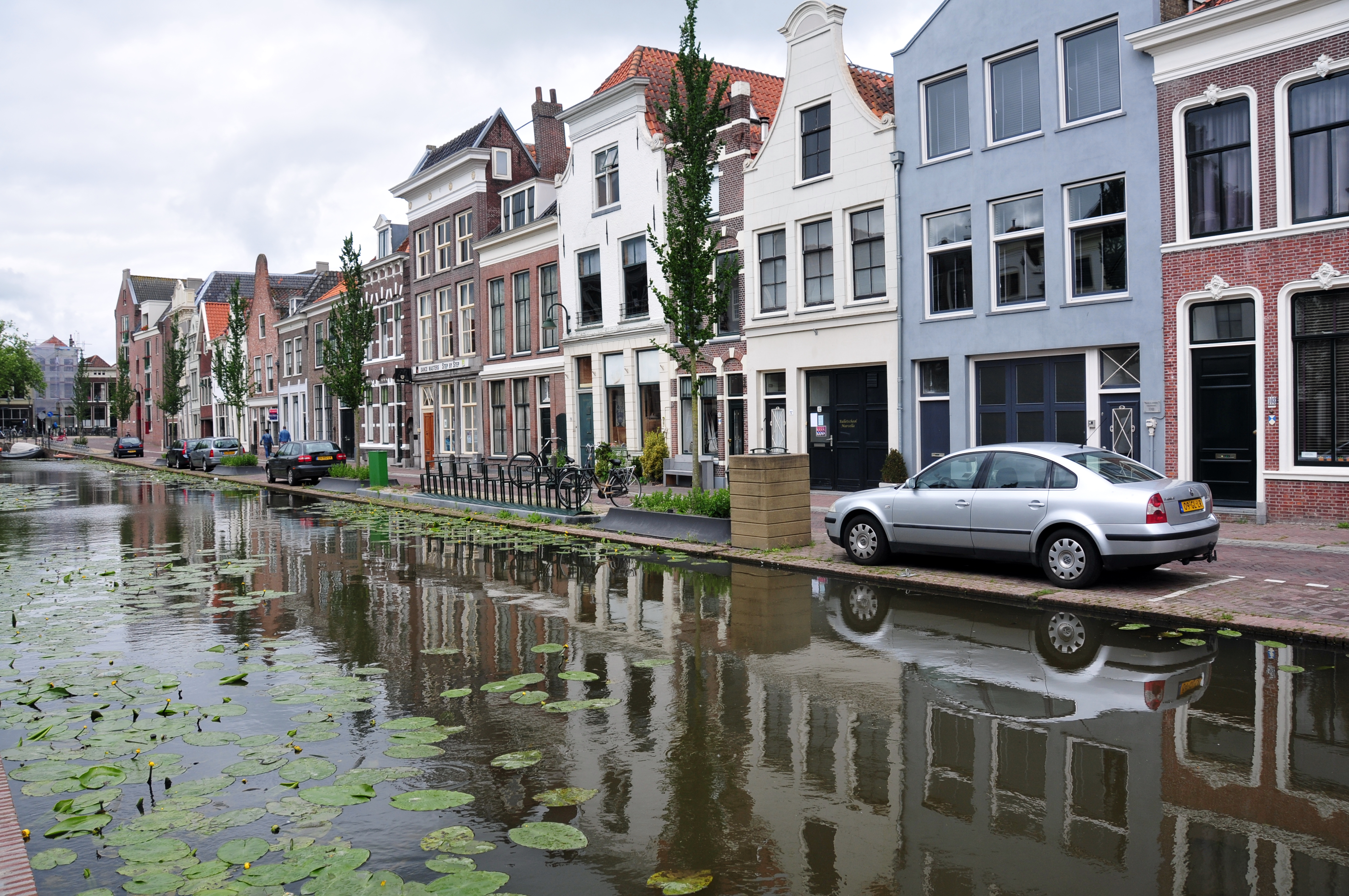
Turfmarkt

- Das Stadthaus in der Mitte des Marktplatzes ist eines der ältesten gotischen Rathäuser der Niederlande. Es wurde zwischen 1448 und 1450 nach dem letzten großen Stadtbrand aus Naturstein erbaut. Die Treppe im Stil der Renaissance stammt aus dem Jahr 1603. Um 1692 und 1880 wurden Umbauten durchgeführt. Die letzte Restaurierung fand 1996 statt. Die Frontbemalung von 1952 zeigt burgundische Adlige, aus demselben Jahr stammt auch das Glockenspiel mit mechanischen Rittern auf Pferden. Die Inneneinrichtung stammt aus dem 17. und dem 18. Jahrhundert. Der Trausaal hat eine Wandtäfelung. Alljährlich gibt es Mitte Dezember einen Kerzenfestabend, bei dem das Rathaus mit über 2500 Kerzen beleuchtet ist.
- Die Waage, an der Nordseite des Marktes gelegen, wurde 1668 von Pieter Post, einem der bedeutendsten Architekten dieser Epoche, erbaut. An diesem Gebäude stellt ein Relief dar, wie man früher den Käse wog.
- Die Sint Janskerk (deutsch Sankt-Johannes-Kirche) liegt südöstlich des Marktplatzes und ist mit 123 m Länge die längste Kreuzkirche der Niederlande. Sie hat Glasfenster, auf Niederländisch als Goudse Glazen bekannt. 14 von 70 Fenstern aus der Zeit zwischen 1530 und 1603 stammen von den Gebrüdern Dirck Crabeth (um 1505–1574) und Wouter Crabeth (1520–1589), die sie in den Jahren 1555 bis 1577 schufen. Sie galten damals als die besten und bekanntesten Glasmaler der Region. Auch nach der Reformation wurden weitere Fenster eingefügt, allerdings mit anderen Themen. Stifter waren unter anderen Prinz Wilhelm I. von Oranien-Nassau und seine Frau Anna von Sachsen, sowie sein Erzfeind Philipp II. und dessen Frau Mary Tudor, die Bloody Mary.
- Die Sint Joostkapel, spätgotische Lutherische Kirche
- Jeruzalemkapel, spätgotische Kapelle
- Gasthuiskapel, ehemalige Hospitalskapelle aus dem 15. Jahrhundert
- Agnietenkapelle, ehemalige Augustinerinnenkapelle aus dem 15. Jahrhundert

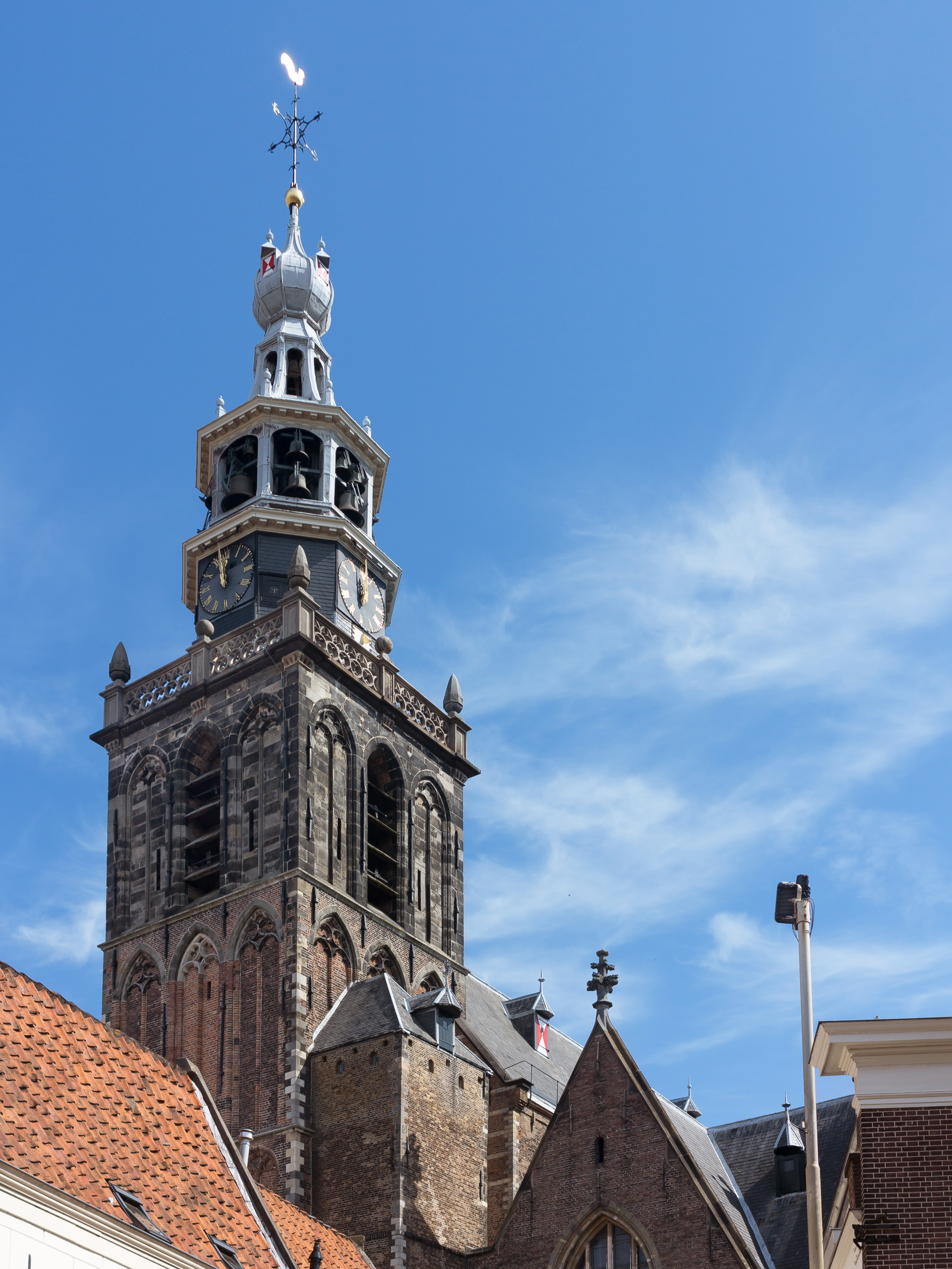
Sint Janskerk
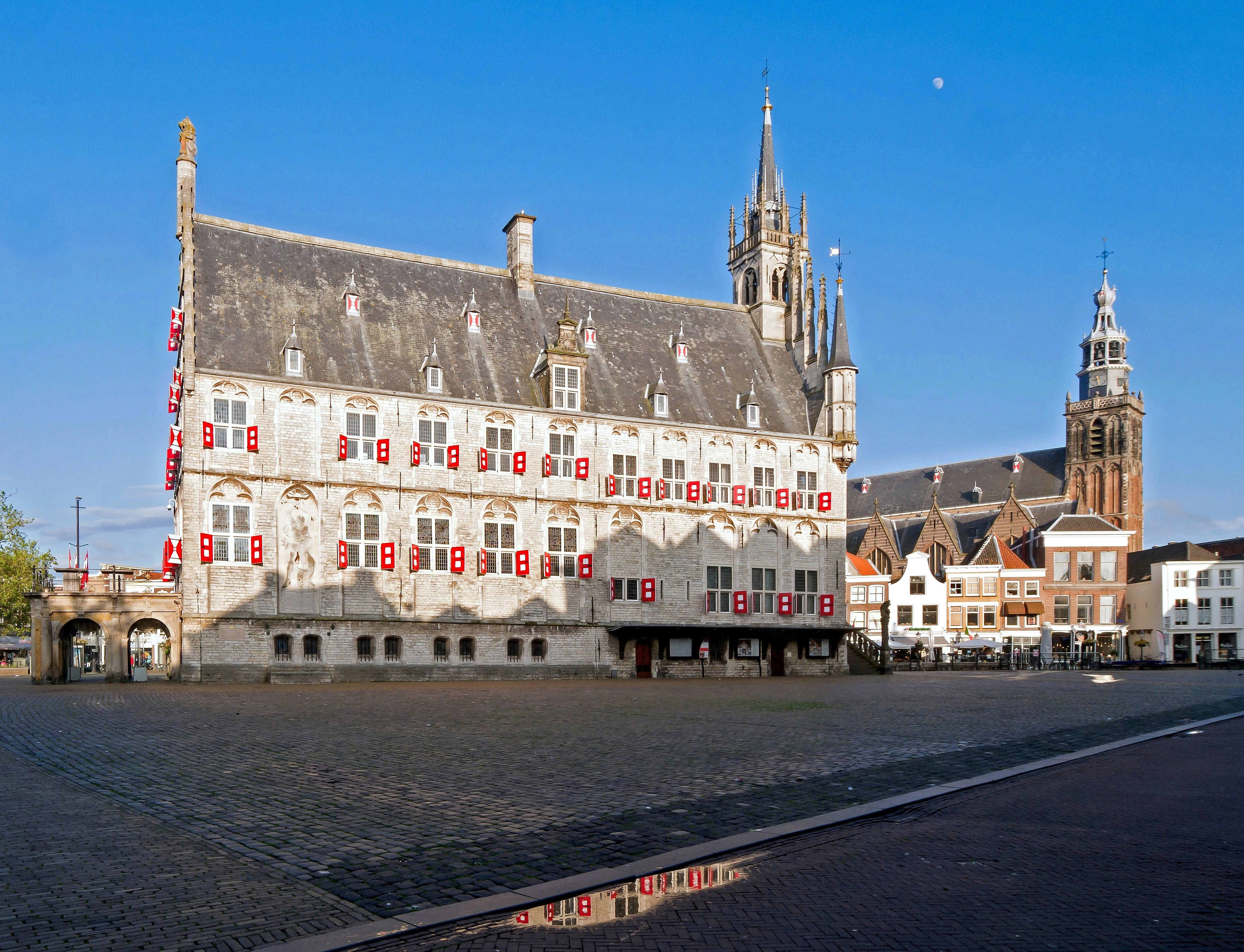
Marktplatz mit Rathaus und Sint Janskerk
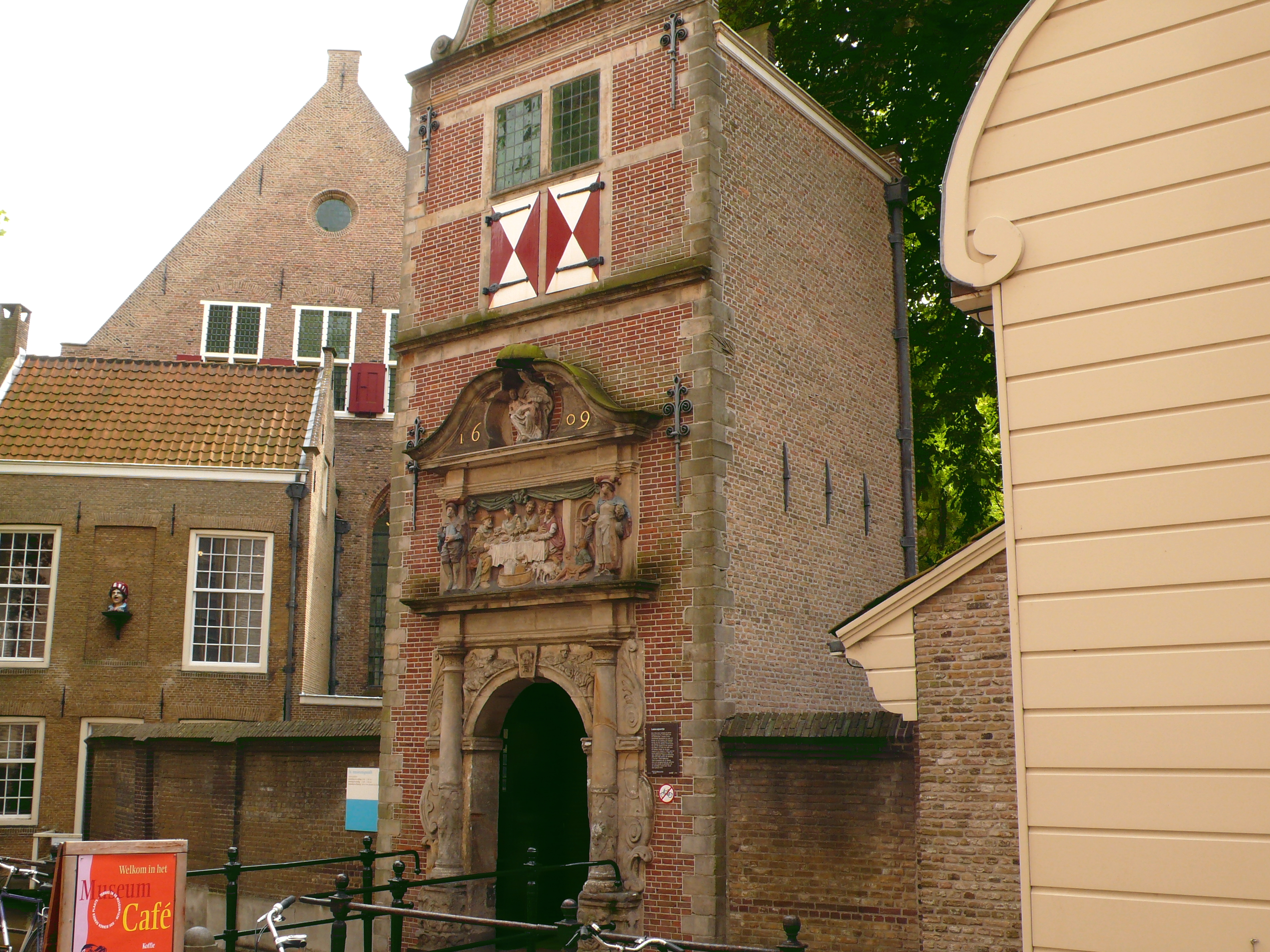
Lazarusportal
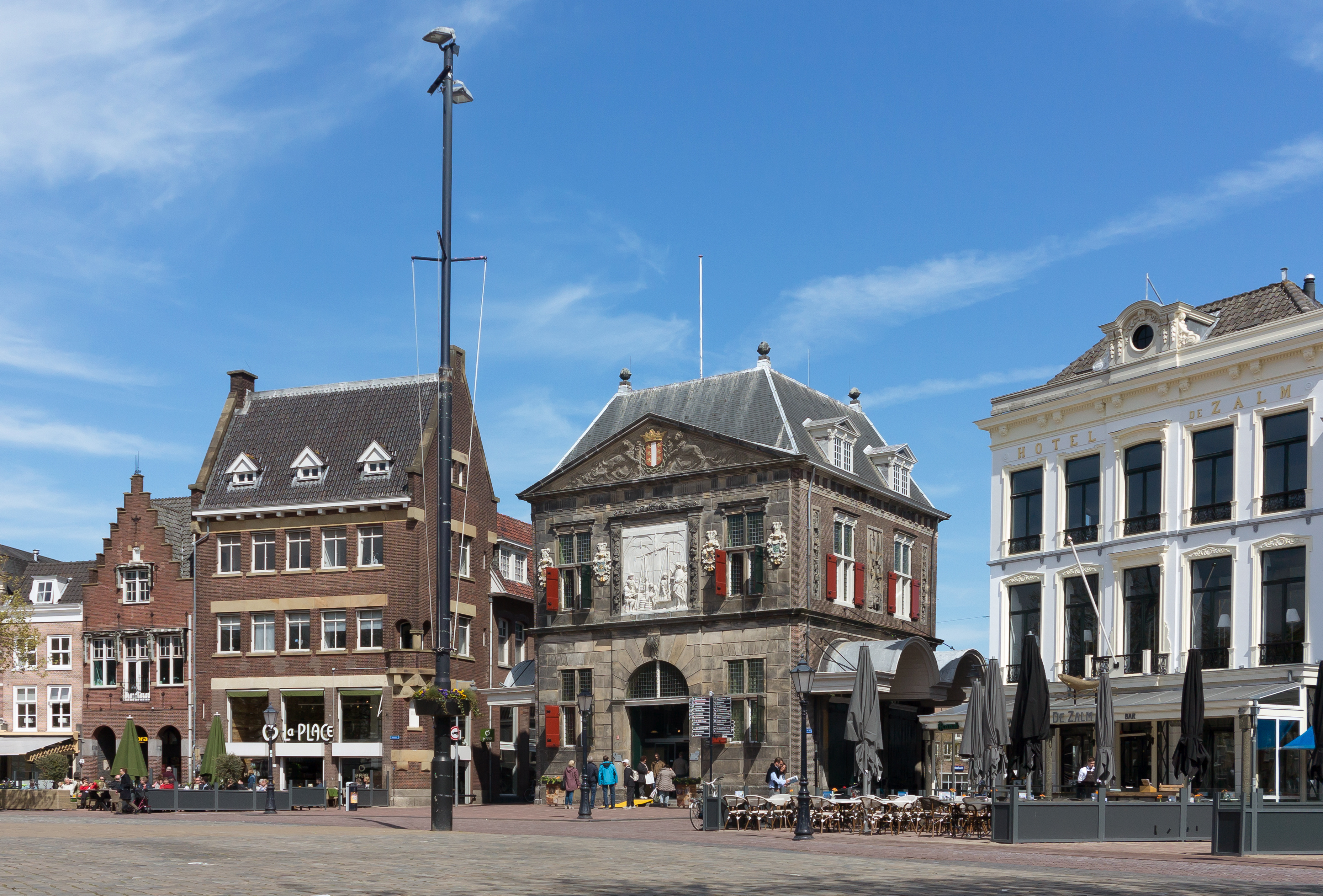
Die Stadtwaage
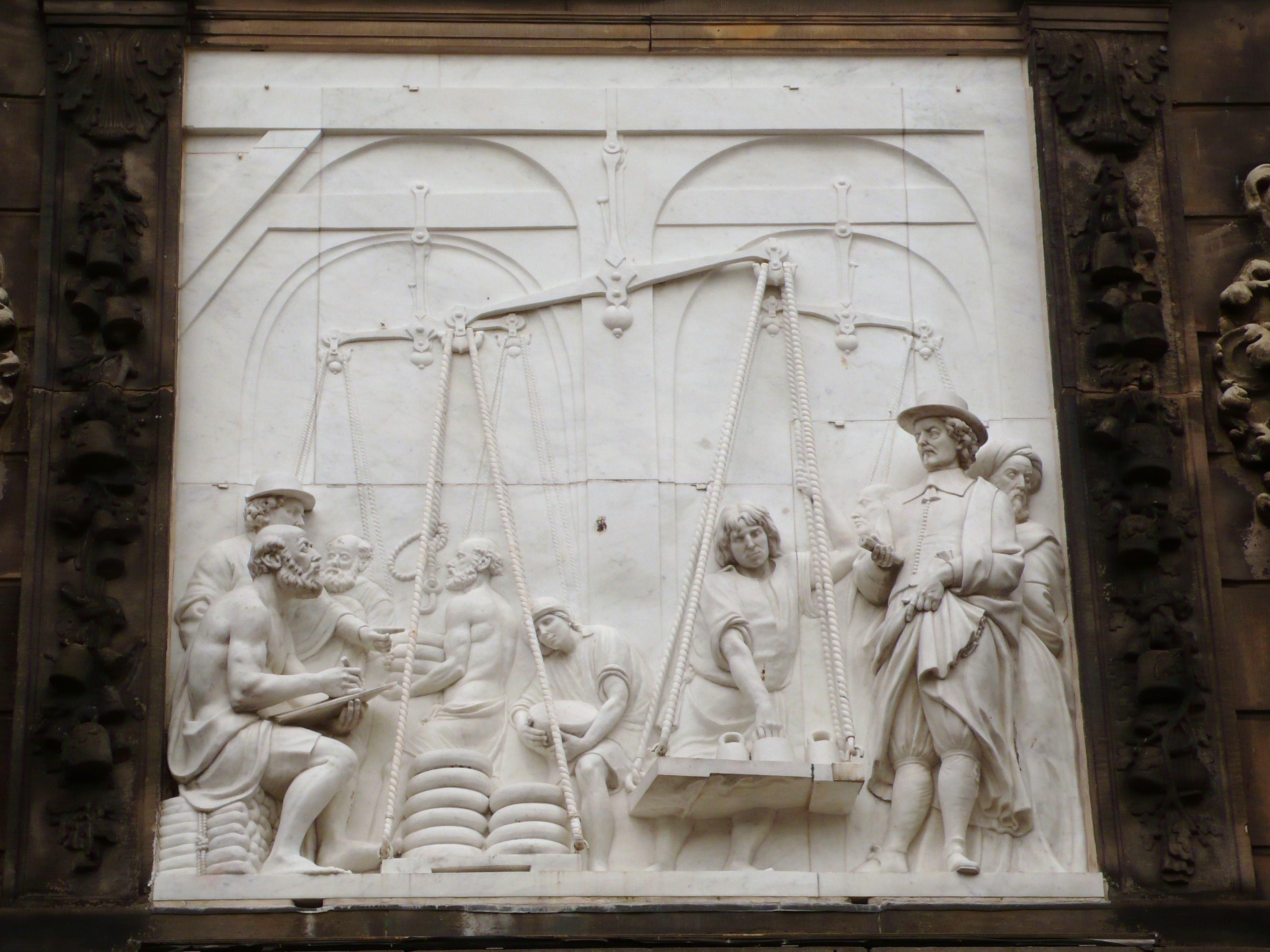
Relief am Waaghaus
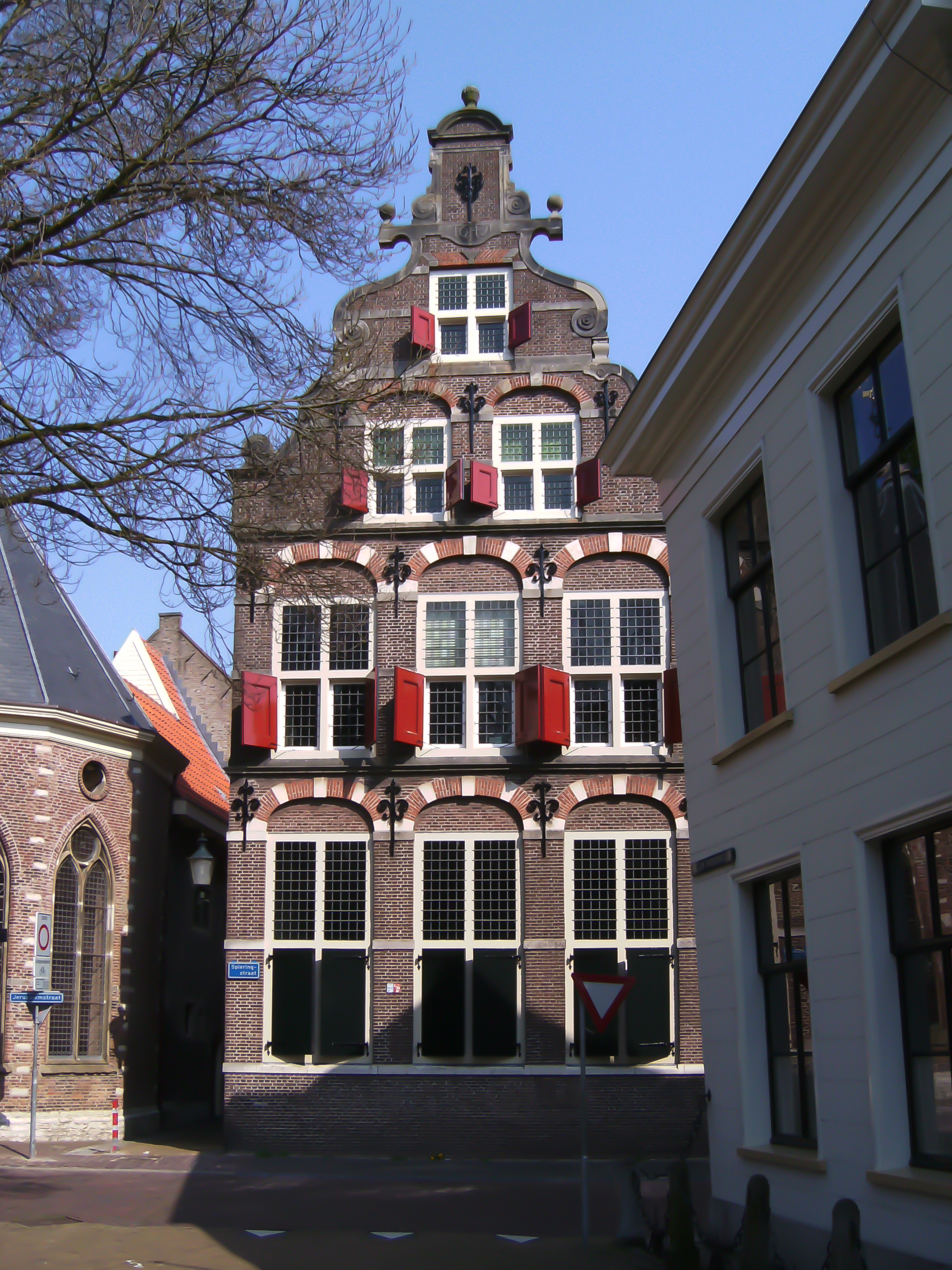
Waisenhaus aus dem 17. Jhdt., heute Bibliothek
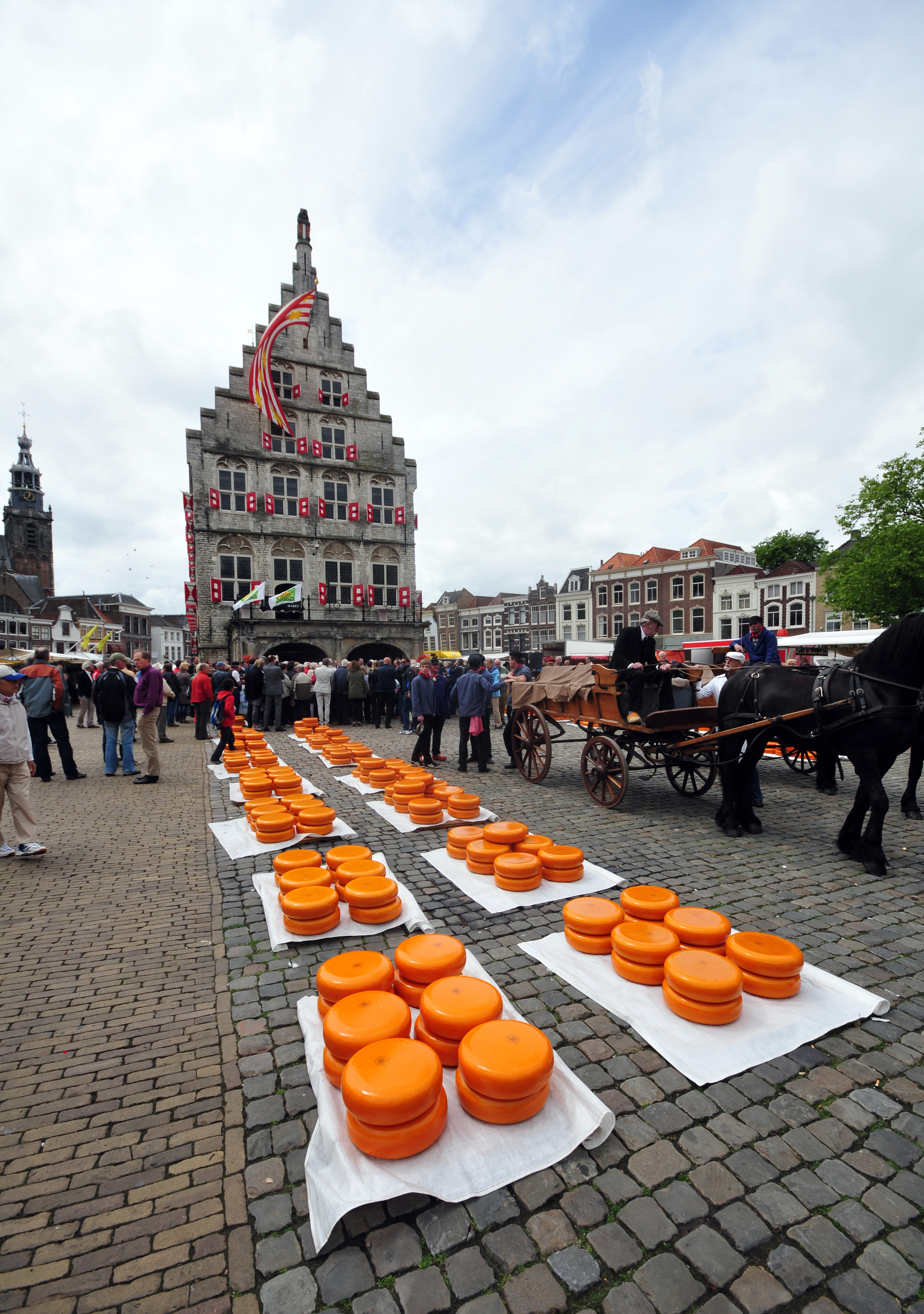
Wöchentlicher Käsemarkt auf dem Marktplatz
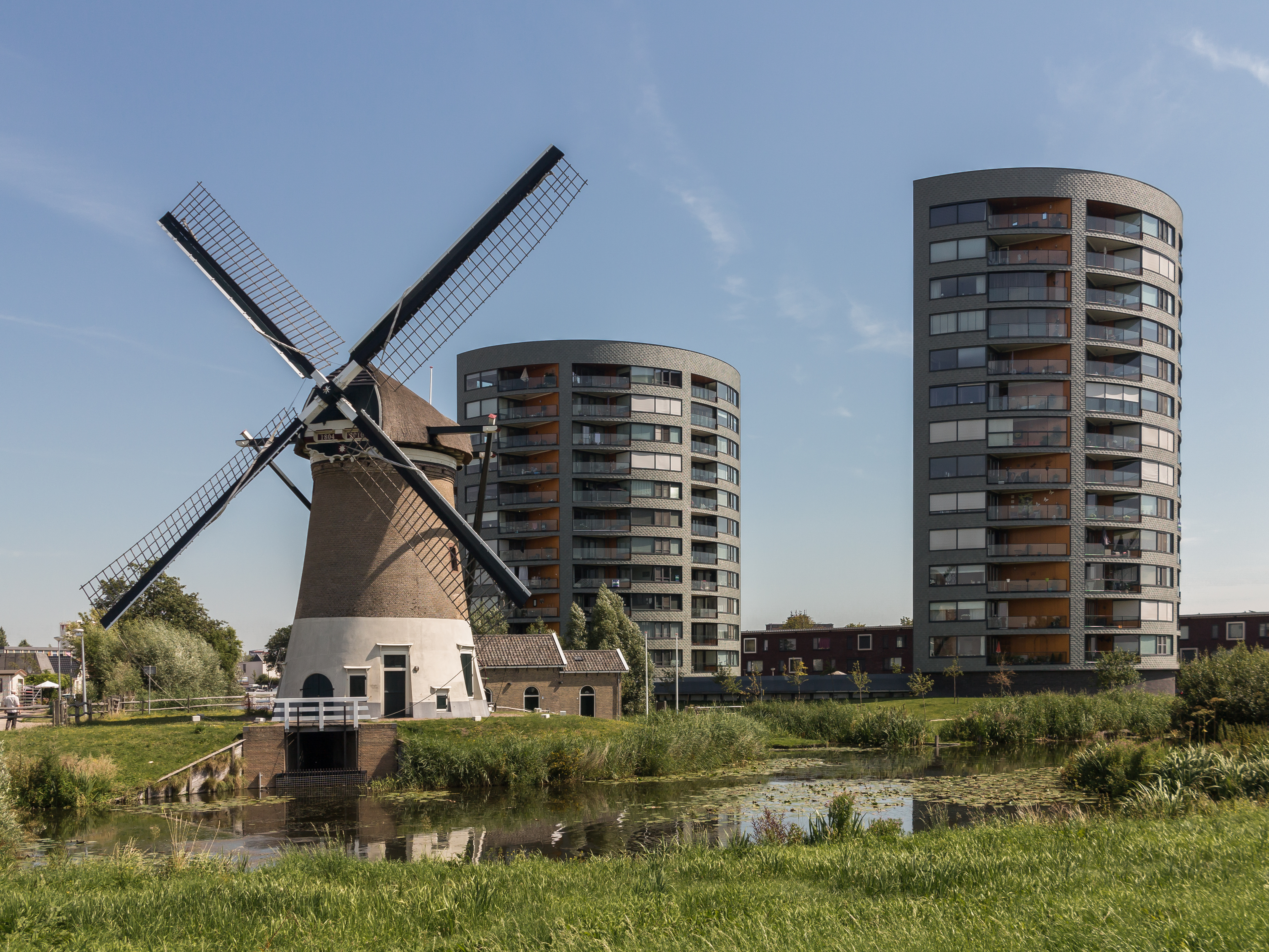
Mühle: de Mallemolen
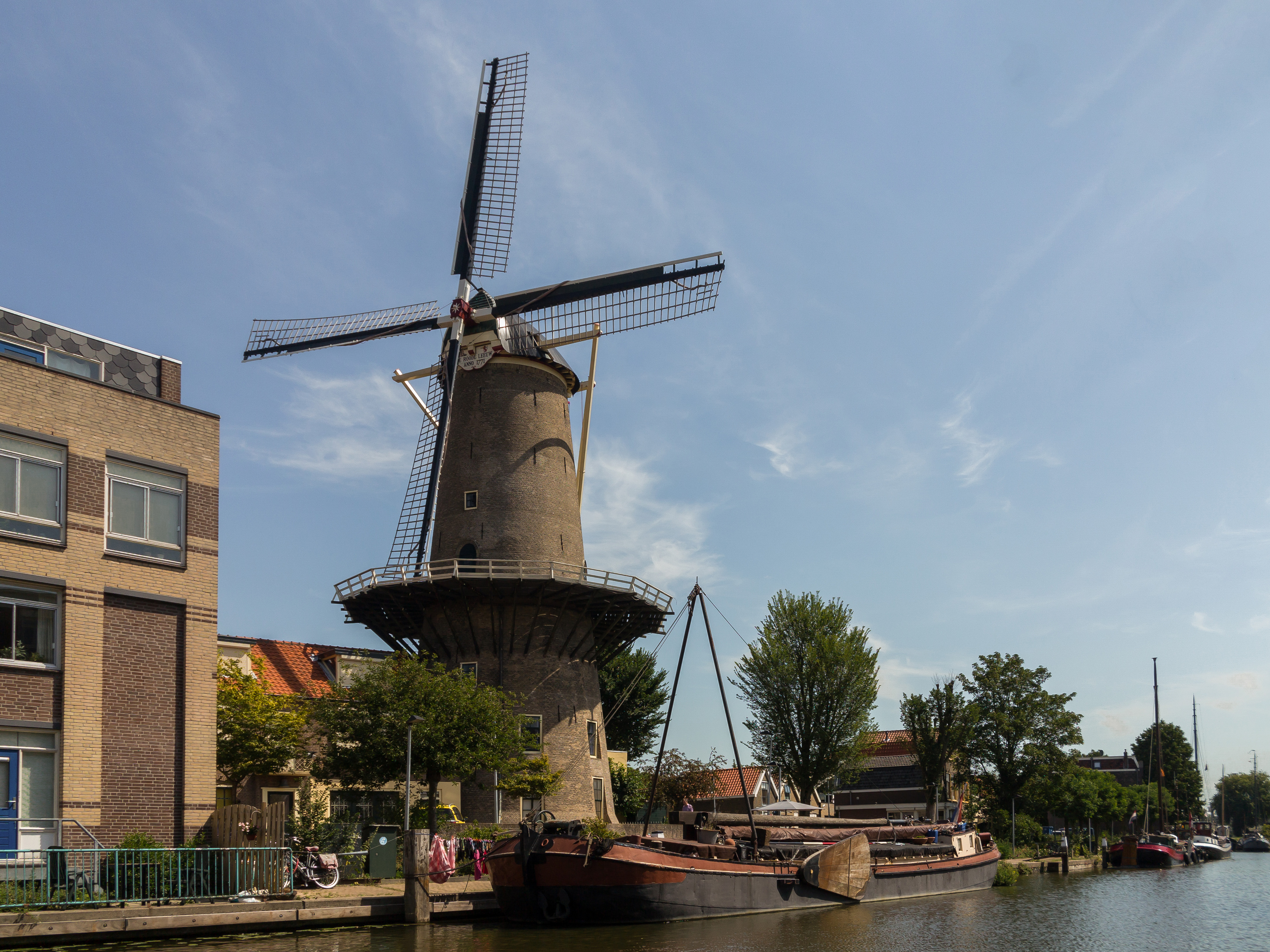
Mühle: molen de Roode Leeuw
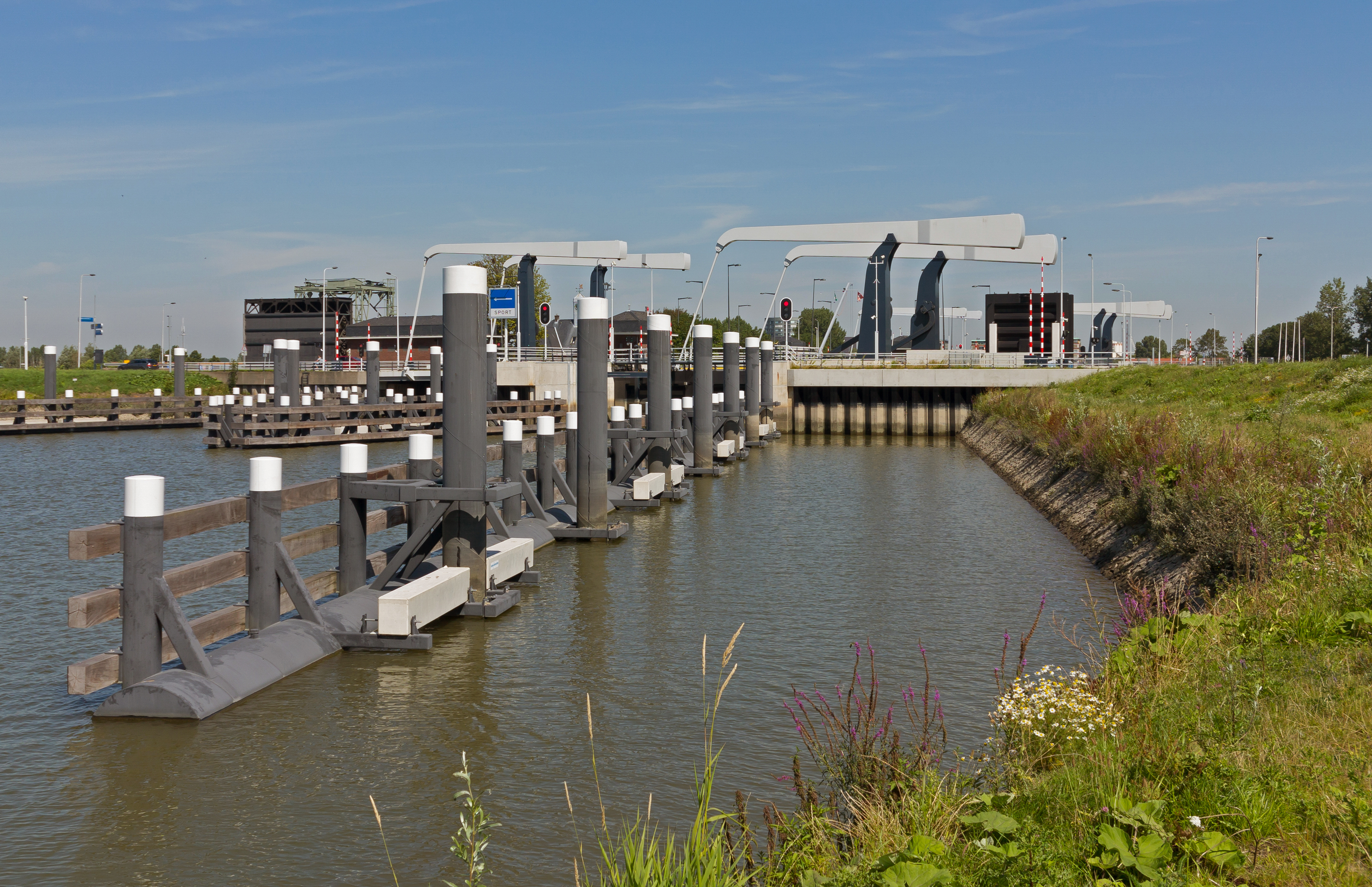
Schleuse: de Julianasluis

### Museen
- Museum Gouda[9][10]
- Käse- und Handwerksmuseum im Waaghaus[11][12]
- Widerstandsmuseum Südholland[13][14]

## Keramik
Bis in das 20. Jahrhundert befanden sich zahlreiche größere und kleinere Keramikmanufakturen („Plateel Zuidholland“, „Regina“, „Ivora“ und „Zenith“) auf dem Stadtgebiet. Die meisten von ihnen schlossen Mitte der 1930er Jahre. Einige wenige versuchten nach dem Zweiten Weltkrieg wieder Fuß zu fassen, wobei auch die letzte und größte (Plateel Zuid Holland) Mitte der 1960er Jahre endgültig zahlungsunfähig wurde und aufgelöst wurde. Die Art-déco- und Jugendstil-Gebrauchsgegenstände dieser Manufakturen sind heute gesuchte Antiquitäten.

## Persönlichkeiten

### In Gouda geboren
- Dirck Crabeth (≈1505–1574), Glasmaler
- Wouter Crabeth (≈1520–1589), Glasmaler
- Cornelius Schonaeus (1540–1611), Pädagoge und Autor neulateinischer Komödien und biblischer Dramen
- Jakob Willemsz. Delff (≈1550–1601), Maler und Kupferstecher
- Cornelis de Houtman (1565–1599), Forscher
- Frederick de Houtman (1571–1627), Seefahrer, Forscher und Verwalter
- Hieronymus van Beverningh (1614–1690), Staatsmann
- Gerard Leeu (zwischen 1445 und 1450–1492), Buchdrucker
- Cornelis Ketel (1548–1616), Maler und Bildhauer
- Pieter Pourbus (1523–1584), Renaissance-Maler
- Wouter Pietersz. II. Crabeth (≈1593–1644), Maler
- Florens Schoonhoven (1594–1648), Jurist und Dichter
- Adriaan Vlacq (1600–1667), Buchhändler und Mathematiker
- Jan den Haen (1630–1676), Vize-Admiral
- Nicolas Hartsoeker (1656–1725), Biologe, Mathematiker und Physiker
- Salomon de Monchy (1716–1794), Mediziner und Stadtarzt
- Ignatius van Zelder (1741–nach 1806), Mediziner
- Johannes Veirac (1745–1795), Mediziner
- Jan Bleuland (1756–1838), Mediziner
- Jan Willem van Borselen (1825–1892), Maler
- Gerard Keller (1829–1899), Schriftsteller und Zeitungsredakteur
- Hermanus Frederik Roll (1867–1935), Arzt
- Cornelis Gerrit Nicolaas de Vooys (1873–1955), Niederlandist
- Gerard Abraham van Rijnberk (1874–1953), Physiologe
- Nelly Goedewaagen (1880–1953), Malerin
- Pieter Johannes van Rhijn (1886–1960), Astronom
- Jan van Krimpen (1892–1958), Schriftentwerfer, Kalligraf, Typograf, Buchgestalter, Grafikdesigner, Buchbinder und Autor
- Jan Gonda (1905–1991), Orientalist und Religionswissenschaftler
- Leo Vroman (1915–2014), niederländisch-US-amerikanischer Hämatologe, Zeichner und Schriftsteller
- Cor de Vries (1926–2010), Politiker
- Ferry Hoogendijk (1933–2014), Politikwissenschaftler, Journalist und Politiker
- Dick van Dijk (1946–1997), Fußballspieler
- Roland van Schelven (* 1950), Politiker
- Ad Melkert (* 1956), Politiker
- Ingrid Paul (* 1964), Eisschnellläuferin
- Peter Gelderblom (* 1965), DJ
- Rozalie Hirs (* 1965), Komponistin und Lyrikerin
- Ed de Goey (* 1966), Fußballspieler
- Gillian van den Berg (* 1971), Wasserballspielerin
- Kevin Blom (* 1974), Fußballschiedsrichter
- Andrea Nuyt (* 1974), Eisschnellläuferin
- Max Backer (* 1976), Beachvolleyballspieler
- Jan Nathan Rozendaal (* 1977), Politiker
- Ingrid Louise Visser (1977–2013), Volleyballspielerin
- Simon van der Geest (* 1978), Schriftsteller
- Dicky Palyama (* 1978), Badmintonspieler
- Froukje Wegman (* 1979), Ruderin
- Koen de Kort (* 1982), Radrennfahrer
- Hind Laroussi (* 1984), Sängerin
- Monique van der Vorst (* 1984), paralympische Sportlerin
- Verona van de Leur (* 1985), Kunstturnerin
- Iris Slappendel (* 1985), Radrennfahrerin und Grafikdesignerin
- Mieke Cabout (* 1986), Wasserballspielerin
- Flore Gravesteijn (* 1987), Volleyballspielerin
- Hein Otterspeer (* 1988), Eisschnellläufer
- Elisabeth Hogerwerf (* 1989), Ruderin
- Sabrina van der Sloot (* 1991), Wasserballspielerin
- Maureen Koster (* 1992), Leichtathletin
- Michael van der Mark (* 1992), Motorradrennfahrer
- Femke Pluim (* 1994), Stabhochspringerin
- Sven van Beek (* 1994), Fußballspieler
- Joy Stubbe (* 1997), Beachvolleyballspielerin
- Tim Brand (* 1998), australischer Hockeyspieler
- Gregory Kuisch (* 2000), Fußballspieler

### In Gouda gewirkt
- Der Humanist Desiderius Erasmus (vermutlich 1466/1467/1469–1536) besuchte die Lateinschule in Gouda.
- Dirck Volkertszoon Coornhert (1522–1590), Dichter, Gelehrter und Politiker, verbrachte seine letzten Lebensjahre in Gouda, wo er 1590 starb.
- Jasper Tournay (um 1560–1635), Drucker
- Maaike Ouboter (* 1992), Singer-Songwriterin; wuchs in Gouda auf